# 北海道の報道機関の一覧
以下は北海道の報道機関の一覧である。

## 新聞

### 全国紙
- 読売新聞
- 朝日新聞
- 毎日新聞
- 日本経済新聞

産経新聞は北海道における発行拠点がないため、産経直営の新聞販売店や新聞スタンド売り等は行われていないが、当日の最終版（15版）を東京から空輸して北海道新聞の販売店からの委託形式で夕方に宅配している。読売・朝日・毎日・日経は東京本社で編集・製作された紙面を道内で現地印刷という形を取っているが、一部記事の差し替えを行うこともある。また日経以外の全国紙の道内欄は、他の都府県で発行されるものよりページ数が多い。日経を除く全国紙は石狩・上川・空知・後志・胆振の各振興局管内では朝夕刊セット、それ以外の振興局管内は朝刊統合版で発行されている。なお毎日新聞は2008年8月末で道内で発行される夕刊の発行を廃止している。

### 地方紙
- 北海道新聞（札幌市、ブロック紙・1942年創刊）

#### 空知
- 北空知新聞（深川市・1975年創刊）
- プレス空知（滝川市・1980年創刊）
- 南空知新報（栗山町・1980年創刊）

#### 後志
- 坂の町 小樽新聞社 Sakashin（小樽市・1995年創刊）

#### 胆振
- 苫小牧民報（苫小牧市・1950年創刊）
- 室蘭民報（室蘭市・1945年創刊）

#### 日高
- 日高報知新聞（浦河町・1952年創刊）

#### 渡島
- 函館新聞（函館市・1997年創刊）

#### 上川
- あさひかわ新聞（旭川市・1993年創刊）
- 道北日報（士別市・1949年創刊）
- 名寄新聞（名寄市・1947年創刊）
- 日刊富良野（富良野市・1956年創刊）
- びえい新聞（美瑛町・1979年創刊）
- 北都新聞（名寄市・1974年創刊）

#### 留萌
- 日刊留萌新聞（留萌市・1958年創刊）

#### 宗谷
- 日刊宗谷（稚内市・1948年創刊）
- 稚内プレス（稚内市・1950年創刊）

#### オホーツク
- 網走タイムズ（網走市・2004年創刊）
- 訓子府新報（訓子府町・1977年創刊）
- 津別新報（津別町・1948年創刊）
- 美幌新聞（美幌町・1948年創刊）
- 北海民友新聞（紋別市・1950年創刊）
- 女満別新聞（大空町・1957年創刊）
- 山脈 (やまなみ)（遠軽町・1948年創刊）

#### 十勝
- 十勝毎日新聞（帯広市・1919年創刊）

#### 釧路
- 釧路新聞（釧路市・1946年創刊）

### 休刊紙
- 北海タイムス（札幌市・1946年 - 1998年）
- 北見毎日新聞（北見市・1950年 - 1989年）
- 赤平新報（赤平市・1962年 - 1990年）
- 日刊旭川新聞（旭川市・1984年 - 1992年）
- オホーツク新聞（北見市・1989年 - 1993年）
- 美唄新報（美唄市・1949年 - 1996年）
- 北見新聞（北見市・1912年 - 2001年）
- 網走新聞（網走市・1947年 - 2004年）
- 三笠タイムス（三笠市・1949年 - 2007年）
- 美唄新聞（美唄市・1996年 - 2007年）
- 空知タイムス（芦別市・1950年 - 2007年）
- 斜里新聞（斜里町・1979年 - 2008年）
- 石狩民友新聞（石狩市・1988年 - 2009年）
- 札幌タイムス（札幌市・1999年 - 2009年）
- オホーツク新聞（旧紋別新聞、紋別市・1958年 - 2009年）
- 日刊岩見沢新聞（岩見沢市・1949年 - 2009年）
- 遠軽新聞（遠軽町・1976年 - 2015年）
- 千歳民報（千歳市・1963年 - 2020年）
- 夕張タイムス（夕張市・1940年 - 2021年）
- 羽幌タイムス（羽幌町・1946年 - 2021年）
- 根室新聞（根室市・1947年 - 2021年）
- 置戸タイムス（置戸町・1951年 - 2024年）[1]
- ネムロニュース（根室市・2022年 - 2025年）

### スポーツ紙
- スポーツニッポン
- スポーツ報知
- 日刊スポーツ

### 専門紙
- 日本農業新聞

### 夕刊紙
- 日刊ゲンダイ
- 東京スポーツ

2009年6月27日までは、東京で印刷した新聞を北海道に輸送して朝刊扱いで発売していたが、同年6月29日から北広島市の毎日新聞北海道工場で委託印刷を開始した。これに伴い札幌都市圏のみ首都圏と同じく夕刊で販売されるようになった。ただし、道内でのコンビニや駅売りは2017年12月29日発売をもって終了し、直接個人宅への郵送でのみとなった。理由については「諸般の事情」として明確には示されていなかった。

### フリーペーパー
- 経済の伝書鳩（網走・北見地方）
- ライナーネットワーク（旭川市および近郊）

## 雑誌

### 月刊誌
- 財界さっぽろ
- 北方ジャーナル（リ・スタジオ）
- 月刊クォリティ（株式会社太陽）
- 月刊道北（株式会社北方現代社）
- 月刊新根室（有限会社総合企画）
- ウィングサッポロ（株式会社ウィング出版）
- 月刊北海道経済（株式会社北海道経済）
- 月刊メディアあさひかわ（株式会社メディアあさひかわ）

### その他
- アルバイト北海道（北海道アルバイト情報社）
- GO!ROUND、GO!ROUND SPIRIT（有限会社ラウンド出版）

## テレビ局
道内の放送局は7地域に分割される。分割はNHKの場合以下の通りになる。
- 札幌放送局：道央圏（石狩・空知＜滝川市以南＞・後志＜黒松内町はデジタル放送のみ＞）および日高管内日高町の旧日高町域＜アナログ放送のみ＞
- 旭川放送局：道北圏（上川・留萌・宗谷[2]・空知＜深川市以北＞）
- 函館放送局：道南圏（渡島・檜山）[3]
- 室蘭放送局：日胆圏（胆振・日高＜日高町の旧日高町域はデジタル放送のみ＞）および渡島管内長万部町[4]・後志管内黒松内町＜アナログ放送のみ＞
- 帯広放送局：十勝圏（十勝）
- 北見放送局：オホーツク圏（オホーツク）
- 釧路放送局：釧根圏（釧路[5]・根室）

なお、2022年度からローカル枠再編により、4エリア化して放送している。再編後のエリア区分は以下の通りである。
- 道央エリア：札幌放送局、室蘭放送局
- 道南エリア：函館放送局
- 道北・オホーツクエリア：旭川放送局、北見放送局
- 道東エリア：帯広放送局、釧路放送局

また、民放は多少異なる場合があるため、対象のものは以下のように示す。
- 枝幸町（宗谷）は、アナログ放送ではHBC・STVが旭川放送局管轄、HTB・UHBが網走送信所の管轄下にあった。デジタル放送は全局が旭川送信所の管轄。
- 北檜山町（檜山）は、アナログ放送ではUHBのみ室蘭送信所の管轄下、そのほかは函館送信所の管轄だった。デジタル放送は全局が函館送信所の管轄。
- 新ひだか町からえりも町に至る地域（日高）は、アナログ・デジタルともにHTBのみ室蘭送信所の管轄下。そのほかは札幌送信所の管轄。
- 浦幌町厚内地区（十勝）は、アナログ放送ではUHBのみ釧路送信所の管轄下、そのほかは帯広送信所の管轄だった。デジタル放送は全局が帯広送信所の管轄。
- 陸別町（十勝）は、アナログ放送ではHBCのみ帯広放送局管轄であり、その他は網走送信所の管轄下にあった。デジタル放送は全局が帯広送信所の管轄。

※テレビの送信所・中継局設置数はアナログ放送の場合、NHKではおよそ200局。民放各局では170局近くあった。デジタル放送の送信所・中継局設置数は2012年度内の開局予定分を含めるとNHK総合が159局、NHK教育が158局、民放各局が157局（テレビ北海道（TVh）は116局）あり、それでも今後の開局予定のものを含めた182局もある関東広域圏（在京民放キー局の場合）に次いで2番目に多く、145局ある近畿広域圏の民放各局の設置数にもほぼ並んでいる。

### 地上波テレビ
- NHK札幌放送局（札幌総合アナログ3ch デジタル15ch リモコンキーID3 札幌教育アナログ12ch デジタル13ch リモコンキーID2）・NHK函館放送局・NHK旭川放送局・NHK室蘭放送局・NHK帯広放送局・NHK北見放送局・NHK釧路放送局
- 北海道放送（HBC）（TBS系列、札幌アナログ1ch デジタル19ch リモコンキーID1）
- 札幌テレビ放送（STV）（日本テレビ系列、札幌アナログ5ch デジタル21ch リモコンキーID5）
- 北海道テレビ放送（HTB）（テレビ朝日系列、札幌アナログ35ch デジタル23ch リモコンキーID6）
- 北海道文化放送（UHB）（フジテレビ系列、札幌アナログ27ch デジタル25ch リモコンキーID8）
- テレビ北海道（TVh）（テレビ東京系列、札幌アナログ17ch デジタル14ch リモコンキーID7）

テレビ局舎外観
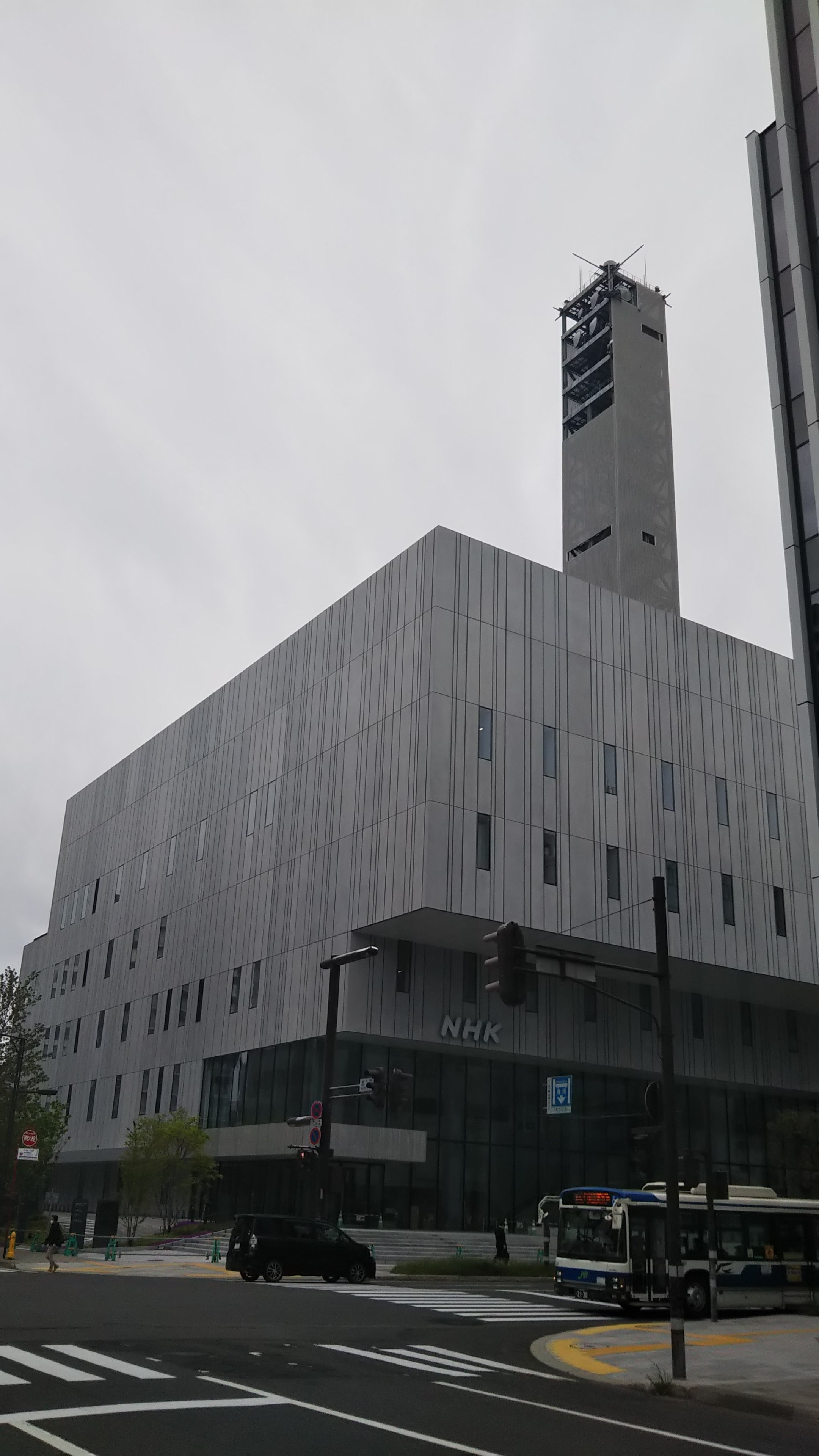
日本放送協会札幌放送局 （NHK・札幌市中央区）
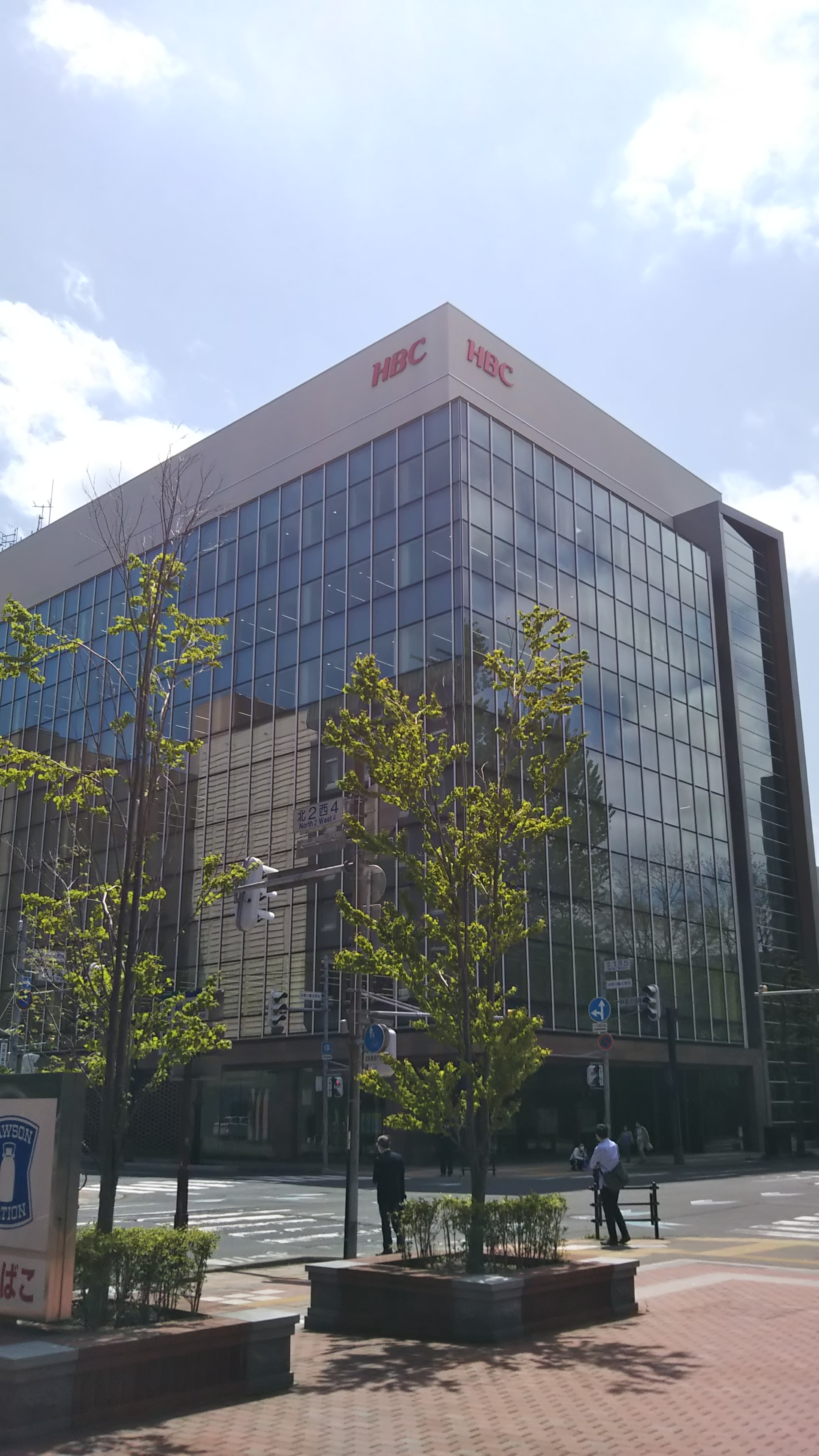
北海道放送 （HBC・札幌市中央区）
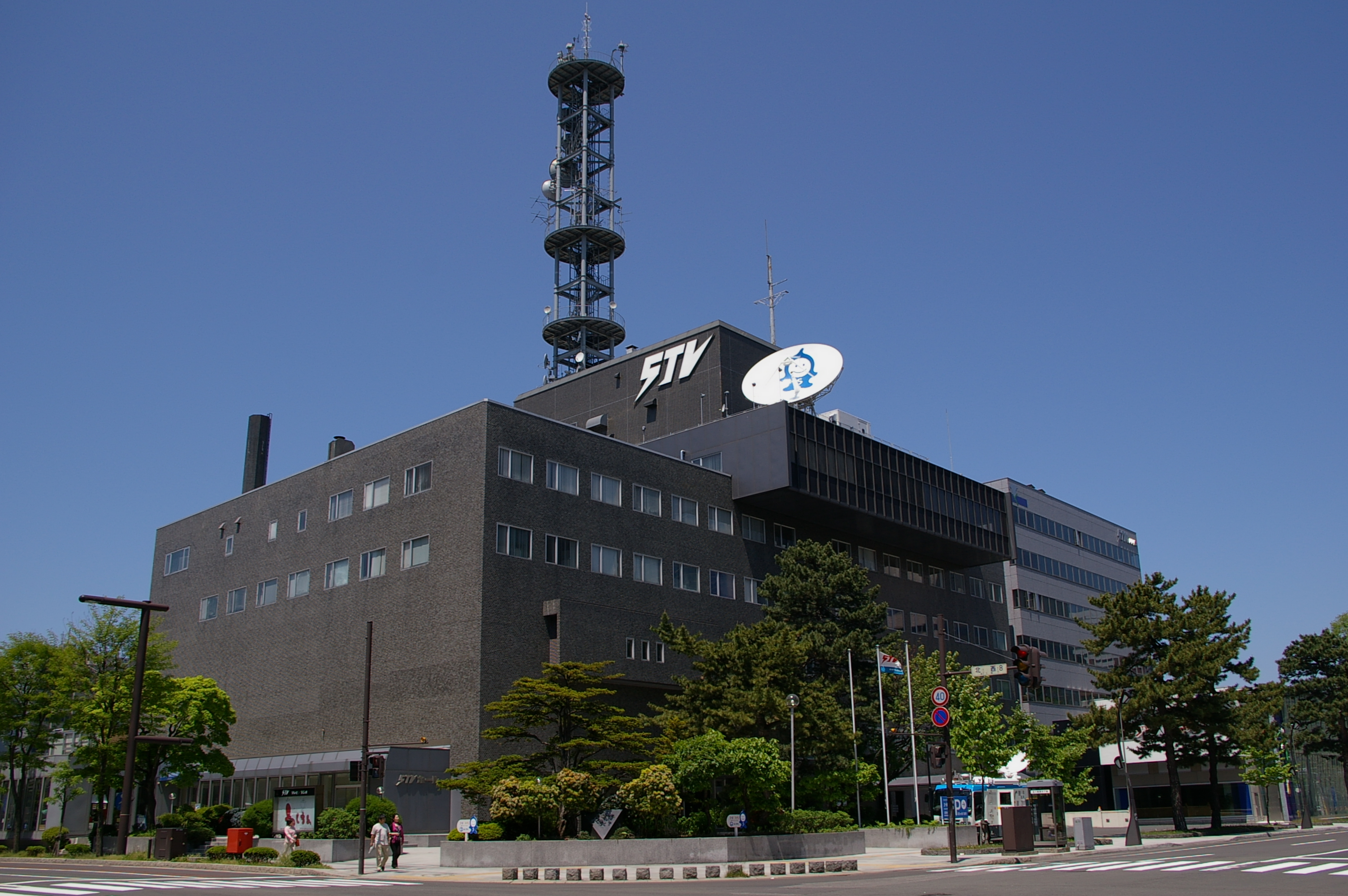
札幌テレビ放送 （STV・札幌市中央区）
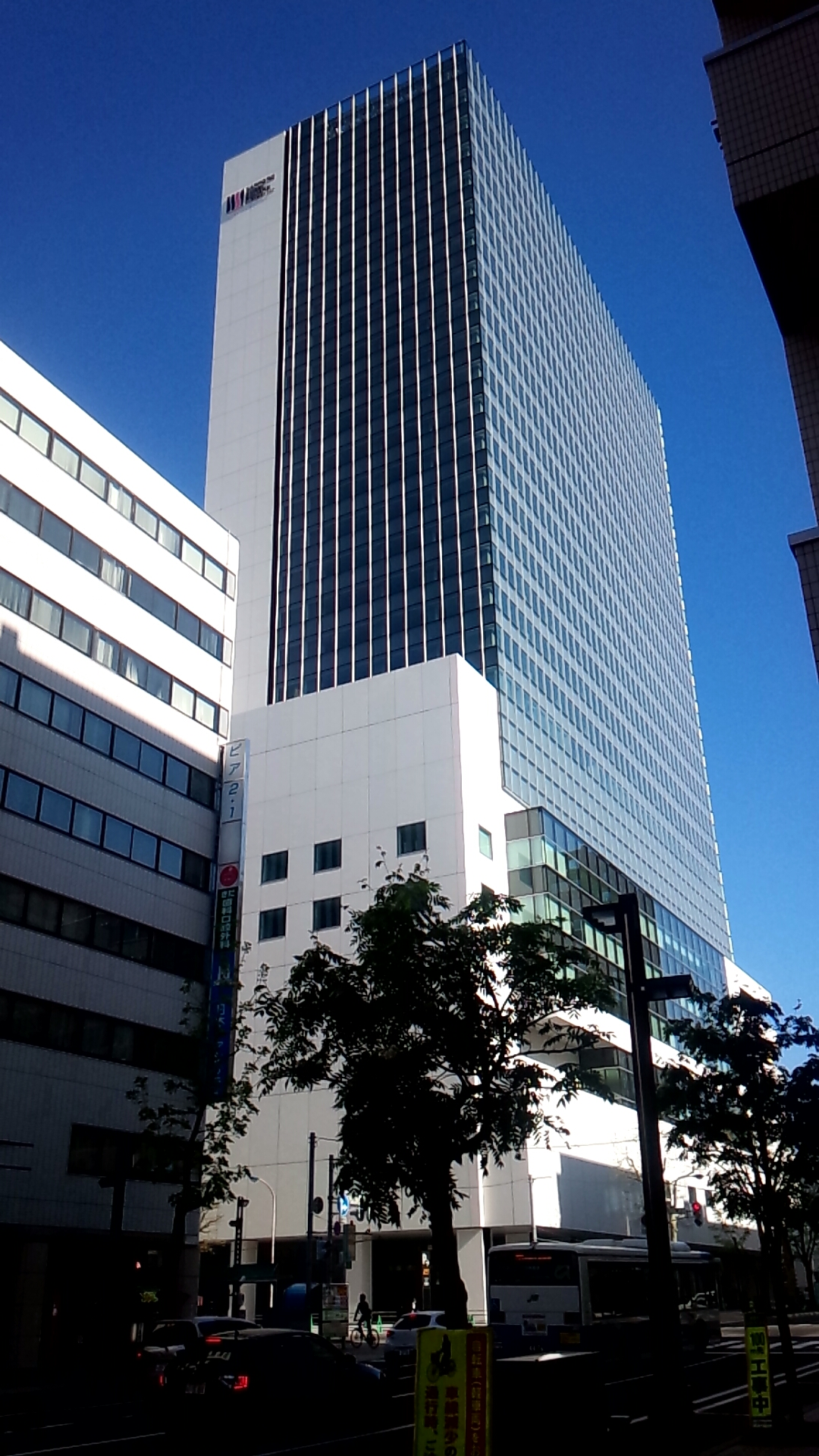
北海道テレビ放送 （HTB・札幌市中央区）
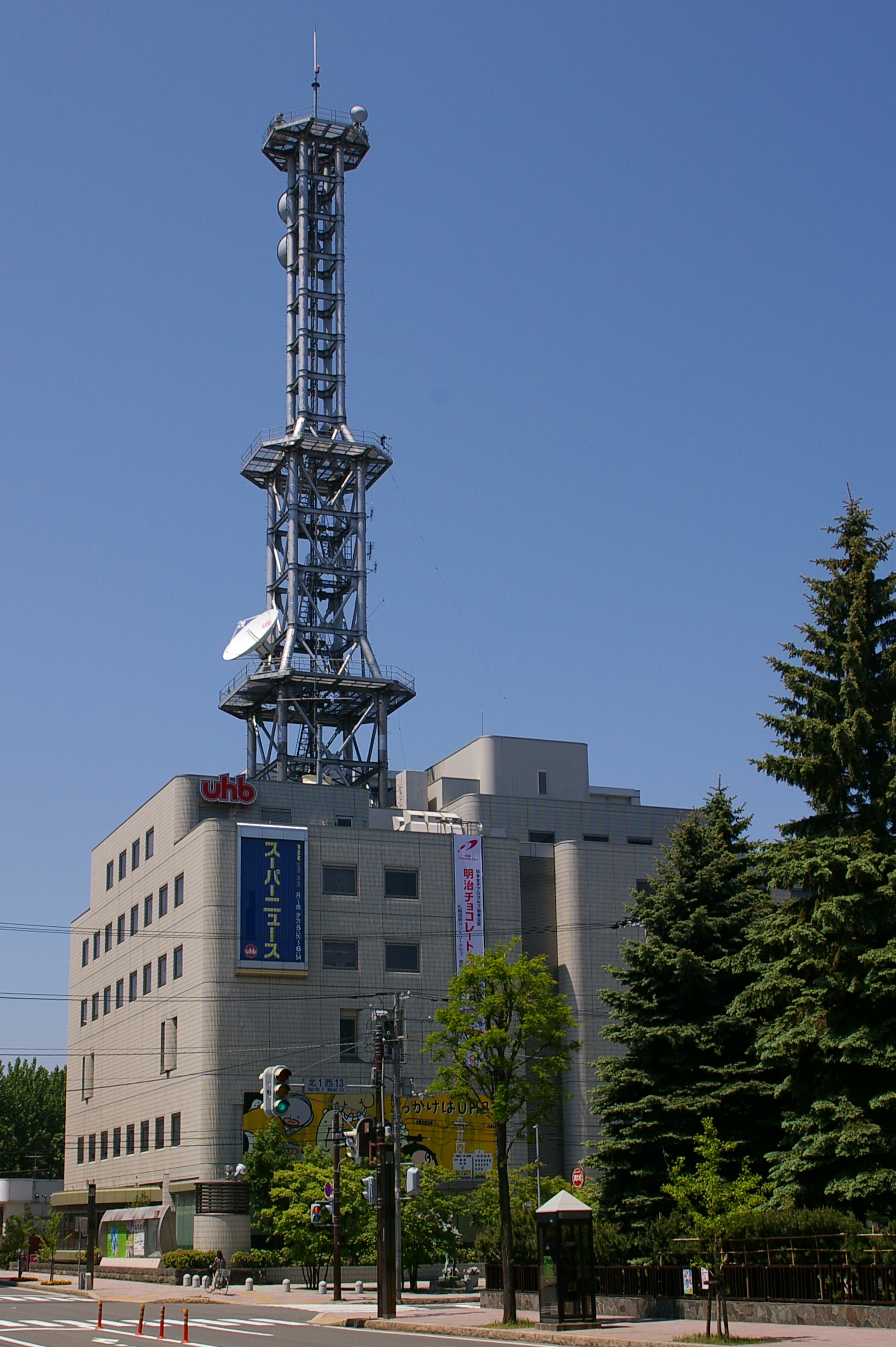
北海道文化放送 （UHB・札幌市中央区）
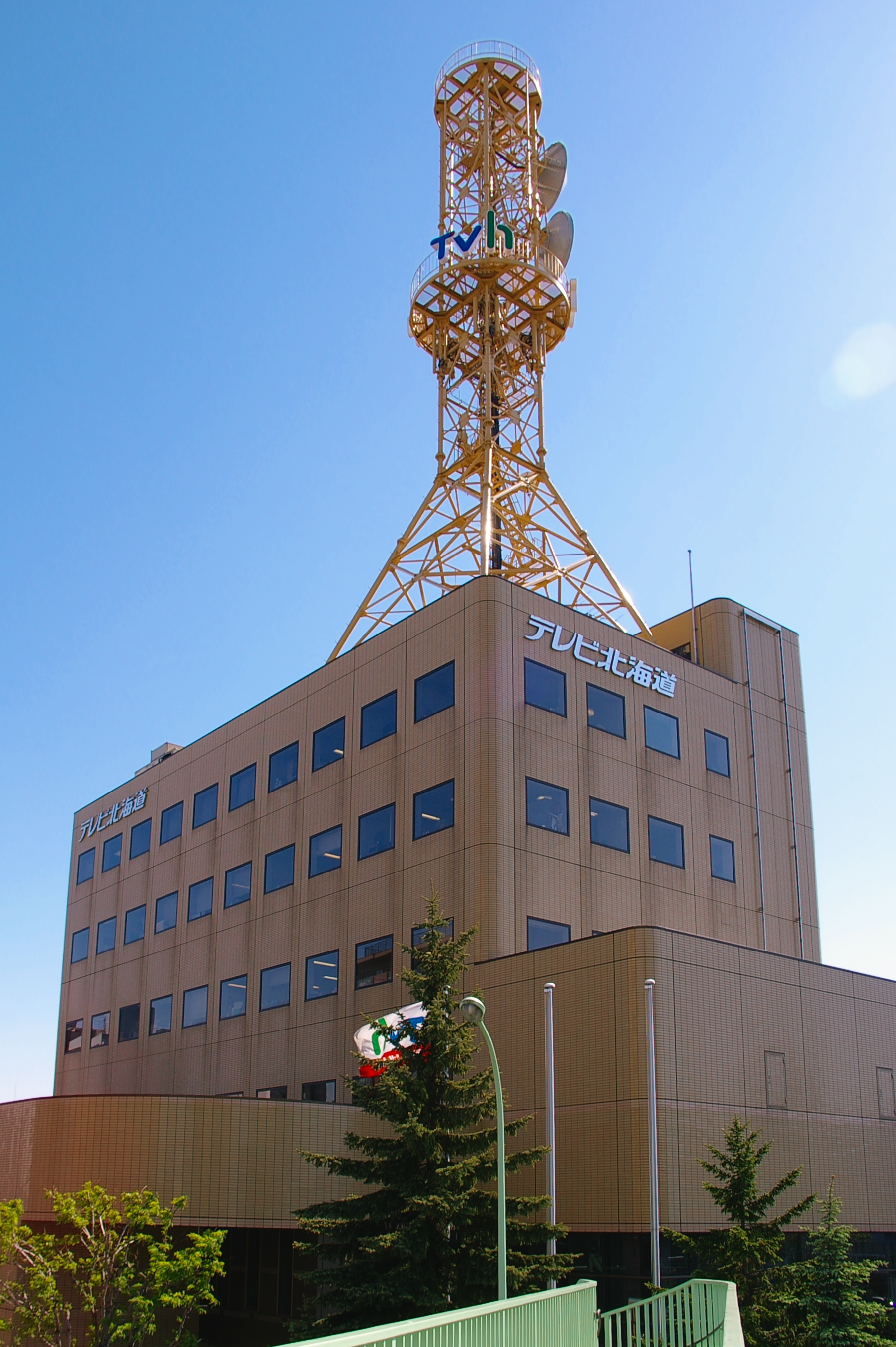
テレビ北海道 （TVh・札幌市中央区）

道南地方の一部地域では青森県の放送局（NHK青森放送局、青森放送、青森テレビ、青森朝日放送）が受信可能なところがある。この場合はアナログでも全局音声多重放送が受信できる。

### TVhについての状況
1988年の会社設立当初は、開局10周年までに道内全域をカバーする予定だったが、
1. バブル経済崩壊不況・たくぎんの経営破綻に伴う未曽有の長期不況・売上低迷の影響から、送信所・中継局の開局がままならず、特に当時未開局だった道東を開局させると、経費[7]圧迫による経営破綻を来たすおそれがあったこと。
2. 1990年代後半、当時の郵政省が地上デジタル放送への移行を決めたことで、アナログ設備とデジタル設備の二重投資に至るおそれがあり、経営資金の確保が難しくなること。

からデジタル完全移行前までは道東の全部に加えて道央の一部、道北の大半でも中継局が未設置で視聴出来ず、帯広市・釧路市ではケーブルテレビの再受信でカバーしていた。
さらに、一部地域ではアナログ・デジタルテレビ放送の割り当てチャンネルがほぼすべて埋まっており、アナログ放送終了・完全デジタル化で周波数帯域が空くまでは割り当てが事実上できない状況となっていることから、2011年7月24日まで開局を断念。さらに2008年9月15日のリーマン・ブラザーズ経営破綻で始まった、リーマンショックの影響もあったため、もし開局が実現したとしても、既にアナログが開局している道央・道北・道南各地区のアナログ未開局中継局のみをデジタル新局として設置するとされ、この時点で道東での開局は完全に断念するとされていた。
そんな中、2010年11月、2010年度補正予算が成立することを条件に、この予算に入っている総務省所管の「地デジ移行に伴う中継局整備支援事業」を使う許可が得られたら、網走送信所・帯広送信所・釧路送信所・北見中継局の4基幹局での開局を2011年7月24日の地デジ完全移行後、同年内に実現させるという構想が持ち上がった。その後、12月21日に佐々木邦佳社長から4基幹局の開局を実現させることが正式発表され、12月24日には総務省に申請していた約9億円に及ぶ開局費用の半額補助の交付が決定した。そして、翌2011年6月1日には免許申請していた3送信所と北見中継局に予備免許が交付されたことから、唯一全域で見られなかった道東での開局がこれをもって現実のものとなり、2011年8月26日に釧路送信所が、11月7日に帯広送信所が、11月11日に網走送信所と北見中継局が開局した。これとは別に、室蘭地区の振内中継局も釧路送信所と同じく2011年8月26日に開局しているが、こちらは平取町の支援によるものである。
これによりTVhは本来カバーしなければならない156局中89局が開局、世帯数ベースでのカバー率が94%になるが、残る67局、未カバー率6%で放送できるかは、TVh自身の経営状況と総務省およびカバーされていない市町村の支援次第となる。ただ、TVh側も今回の道東展開だけに限らず、道北展開も課題として受け止めていることから、今後の動向が注目されており、同局はまだカバーされていないその他の道東地区と道北地区、さらにTVhのみ未開局となっている道央3局、他の民放との共同開局が必要な道南の今金住中中継局を含めて、随時中継局を増やしていく方針を打ち出していた。
その中で、2012年度内に道央地区の北芦別中継局、道北地区の士別市にある上士別中継局・温根別中継局・名寄中継局・富良野中継局・富良野市が独自に予算をつける形で、同市内にある富良野東山中継局・富良野麓郷中継局・上富良野中継局・南富良野町が独自に予算をつける形で、同町内にある幾寅中継局・空知金山中継局・和寒中継局・和寒西和中継局・占冠中継局、道東地区の足寄中継局・厚内中継局・新得中継局・豊頃茂岩中継局・広尾中継局・広尾丸山中継局・幕別町にある忠類中継局・網走新町中継局・北見仁頃中継局・北見若葉中継局・常呂中継局・留辺蘂中継局・訓子府中継局・白糠中継局の27中継局で開局。これらの中継局の開局で本来カバーしなければならない158局中116局が開局することになり、受信できない世帯数も遠距離受信の状況次第にもよるが、10万世帯を若干下回った。名寄市の名寄中継局は受信元になる和寒中継局が開局することに伴うものであり、占冠村の占冠中継局は受信元になる空知金山中継局や空知金山中継局の受信元になる富良野東山中継局が開局する構想が出たことに伴うものである。2012年12月4日までに当初開局予定になかった分が新たに追加された和寒西和・厚内両中継局を含めて2012年度開局予定分の中継局すべてで予備免許が交付され、2013年2月20日までにすべて開局した。
2013年度には、道北地区の上川中継局、道東地区の阿寒中継局・遠軽中継局・置戸中継局・川湯中継局・佐呂間中継局・佐呂間知来中継局・滝上中継局・弟子屈中継局・丸瀬布中継局・紋別中継局・陸別中継局・若佐中継局の13中継局が開局。これらの中継局の開局により、中継局数は本来カバーしなければならない158局中129局が開局して、受信不可能な世帯数も10万世帯を大きく割り込んで7万世帯程度となる見通しである。
さらに2014年度には宗谷管内にもエリアが拡大された。管内にある全11中継局のうち離島にある利尻仙法志・礼文を除く知駒・稚内・枝幸・幌延・西稚内・北稚内・抜海・上勇知・船泊の合計9中継局で2014年10月10日から12月26日にかけて開局した。利尻仙法志と礼文については送信機更新工事やチャンネルリバック作業が実施されたことから2015年8月31日に開局した。他にも室蘭地区の三石本町、オホーツク圏の興部および津別、釧根圏の布伏内の各中継局も開局した。
そして2015年度には根室管内にもエリアが拡大され、中標津・中標津西町・根室・根室花咲・羅臼・羅臼緑町・霧多布の各中継局が2015年12月に開局した。道央圏の夕張清水沢、日胆圏の日高・日高銀嶺、釧根圏の阿寒湖畔、標茶ルルランの各中継局も同年度に開局し、これにより開局時期の見通しが立っていない中継局は道南圏の今金住中、十勝圏の本別・本別沢の3局に減る。1世帯もカバーされていない自治体も遠距離受信の状況によっては解消されることになったため、開局27年目にして北海道内全域のカバー化が事実上終了した。
北海道新聞ではTVh開局当初、番組表をNHK総合・NHK教育・北海道文化放送・TVh・HBC・STV・HTBの順番で掲載していたが、放送地域が道央だけだったため、他地域からの苦情が相次いだこともあり、札幌地区以外では翌年の10月頃からNHK総合・NHK教育・北海道文化放送・HBC・STV・HTB・TVhの順番に変更。さらに1990年代後半より、網走と釧路の朝刊・夕刊では番組表のTVhの欄を地元企業の広告に差し替えていた。2011年に道東での開局が控えており、開局後はTVhの欄が完全復活することになる。釧路地区では1999年12月の釧路ケーブルテレビでの配信開始以降、朝刊のみで掲載を再開し、夕刊も試験電波発射当日の2011年8月17日付から掲載を再開している。また、網走の朝刊・夕刊も試験電波発射当日の2011年10月28日付から掲載を再開した。また、上川・留萌・宗谷・十勝を中心にした地域では遠距離受信により直接受信可能な地域があることから企業広告の差し替えは当初から行なわず、そのままTVhの欄を掲載しているが、朝刊のテレビ面解説コーナーには「一部の地域ではTVhは受信できません」という注釈が付けられていたことがある。そして、この地域のローカル新聞においても、TVhの欄を省略しているが、2011年の道東での開局後は、対象地域で発行するローカル新聞において、TVhの欄が掲載されることになる。

### ケーブルテレビ
TVhの再送信を実施しているケーブルTV局
- J:COM 札幌（札幌市、ジュピターテレコム系列）
- テレビ寿都放送（寿都町）
- 旭川ケーブルテレビポテト（旭川市）
- えさしオプティカルステーション（宗谷管内枝幸町） - 2014年11月27日再送信開始。
- ニューメディア函館センター（NCV）（函館市、ニューメディア系列）
- 苫小牧ケーブルテレビ（苫小牧市）
- 帯広シティーケーブル（OCTV）（帯広市、十勝毎日新聞社系列）
- 白滝ふるさとテレビ（オホーツク管内遠軽町のうち、旧白滝村地区） - 2013年12月の丸瀬布中継局開局後に再送信開始。但し、遠軽町ホームページでは白滝共聴施設と名乗っている[45]。
- 西興部村コミュニケーションネットワーク（オホーツク管内西興部村） - 2014年11月13日再送信開始。
- 釧路ケーブルテレビ（KCTV）（釧路市） - 1999年12月1日再送信開始。

TVhの再送信が実施されていないケーブルTV局
- 池田町有線テレビ（十勝管内池田町） - 地デジ移行による巨額費用捻出が出来ない理由から、TVhの再送信が一度も実施されないまま2011年3月31日限りで廃止となった（池田町は帯広送信所が試験放送を開始するまでデジタルに限り約3,380世帯中約810世帯で受信可能であったものの、受信点からCATV局まで専用線を敷設するために多額の費用が必要であるため再送信されていなかった）が、2011年11月の帯広送信所の開局により直接受信できるようになったため解消されている。

## ラジオ局

### AMラジオ局
- NHK札幌放送局・NHK旭川放送局・NHK函館放送局・NHK室蘭放送局・NHK帯広放送局・NHK北見放送局・NHK釧路放送局（NHK第1放送（総合放送）、NHK第2放送（教育放送））
- 北海道放送（HBCラジオ）（JRN・NRN系列）
- STVラジオ（NRN系列）NHK・HBCテレビ／ラジオ・STVテレビとは異なり、札幌と室蘭は1つの区域としている。

### FMラジオ局
- NHK札幌放送局・NHK旭川放送局・NHK函館放送局・NHK室蘭放送局・NHK帯広放送局・NHK北見放送局・NHK釧路放送局（NHK-FM放送）
- エフエム北海道（AIR-G'）（JFN系列）
- NORTH WAVE（JFL系列）
AIR-G'・NORTH WAVEは宗谷、根室、檜山、留萌（NORTH WAVEは網走を含む）の多くで送信所・中継局がないために聞けない地域もあるが、地域によっては高性能のFMアンテナ・カーラジオで聴取できる地域もあるほか、AIR-G'については2011年4月20日より、またNORTH WAVEは2015年7月30日よりradikoを通じてそれぞれ聴取可能となった。

道南地方の一部地域では、NHK青森放送局（AM・FM）、青森放送 （AM）、エフエム青森などの青森県の放送局が受信可能なところがある。

### コミュニティ放送局
29局が放送中であり、全国の都道府県で最も多い。

#### 道央圏（石狩・空知・後志）
- さっぽろ村ラジオ（札幌市東区）
- 三角山放送局（札幌市西区）
- ラジオカロスサッポロ（札幌市中央区）
- ラヂオノスタルジア（札幌市中央区）
- With-S（札幌市白石区）
- RADIOワンダーストレージ FMドラマシティ（札幌市厚別区）
- FMアップル（札幌市豊平区）
- e-niwa（恵庭市）
- FMメイプル（北広島市）
- FMはまなすジャパン（岩見沢市）
- FM G'sky（滝川市）
- FMおたる（小樽市）
- ラジオニセコ（ニセコ町）
- FMくりやま（栗山町）

FMニセコ（倶知安町）、グリーンエフエム（札幌市南区）も存在していた。

#### 道北圏（上川・留萌・宗谷）
- FMりべーる（旭川市）
- Airてっし（名寄市）
- ラジオふらの（富良野市）
- エフエムもえる（留萌市）
- FMわっぴ～（稚内市）

#### 道南圏（渡島・檜山）
- FMいるか（函館市）

#### 日胆圏（胆振・日高）
- FMびゅー（室蘭市）
- Wi-radio（伊達市）

上記2局は常時同一の放送を行っている。
- FMとまこまい（苫小牧市）

#### 十勝圏（十勝）
- FM JAGA（帯広市）
- FM WING（帯広市）

#### オホーツク圏（網走）
- FM ABASHIRI（網走市）
- かつては FMオホーツク（北見市）も存在していた

#### 釧根圏（釧路・根室）
- FMくしろ（釧路市）
- FMねむろ（根室市）
- FMはな（中標津町）